# Fujiwara no Yoshifusa
Fujiwara no Yoshifusa (藤原 良房, 804 – 872) , também conhecido como Somedono no Daijin ou Shirakawa-dono , era um nobre estadista e político japonês durante o Período Heian.
Quando o neto de Yoshifusa foi entronado como Imperador Seiwa, Yoshifusa assumiu o cargo de regente (Sesshō) para o jovem monarca. Ele foi o primeiro sesshō na história do Japão que não pertencia a família imperial, e ele foi o primeiro de uma série de regentes do Ramo Hokke do clã Fujiwara.

## Carreira
Yoshifusa ocupou os seguintes ministérios durante os reinados do Imperador Ninmyō, Imperador Montoku e Imperador Seiwa.
834 - Sangi (conselheiro)
835 - Gon-no-Chūnagon
840 - Chūnagon (Conselheiro de Segunda Ordem)
842 - Dainagon (Conselheiro de Primeira Ordem)
848 - Udaijin (Ministro da Direita)
857 - Daijō Daijin (Primeiro Ministro)
858 - Sesshō do Imperador Seiwa

## Genealogia
Este membro do Ramo Hokke dos Fujiwara (casa do norte) era o filho de Fujiwara no Fuyutsugu. Seus irmãos eram Fujiwara no Nagara, Fujiwara no Yoshisuke e Fujiwara no Yoshikado.

## Mulher e filhos
Yoshifusa era casado com Minamoto no Kiyohime (源洁姫), filha do Imperador Saga.
Eles tiveram apenas uma filha, Akirakeiko / Meishi (明子) (829-899), consorte do Imperador Montoku.
Ele adotou o terceiro filho de seu irmão Fujiwara no Mototsune (基経) (836-891) que se tornou Daijō Daijin e Kampaku.
Yoshifusa é referido como Chūjin Kō (忠仁公) (foi lhe dado o título póstumo Daijin Daijō).
Yoshifusa morreu em 7 de outubro 872 com a idade de 69 anos.